# Perissandria tibetophasma
Perissandria tibetophasma är en fjärilsart som beskrevs av Charles Boursin 1963. Perissandria tibetophasma ingår i släktet Perissandria och familjen nattflyn. Inga underarter finns listade i Catalogue of Life.